# Zulte
Zulte là một đô thị ở tỉnh tọa lạc ở Flanders và trong tỉnh Oost-Vlaanderen. Đô thị này bao gồm các thị xã Machelen, Olsene và Zulte proper. Tại thời điểm ngày 1 tháng 1 năm  2006 Zulte có tổng dân số 14.611 người. Tổng diện tích là 32.52 km² với mật độ dân số là 449 người trên mỗi km².

## Dân địa phương nổi tiếng
- Roger Raveel, họa sĩ
- Gerard Reve, Dutch writer